# Клисура (Костур)
Клисура село је у сјеверној Грчкој, раније Влахоклисура, округ Костур, периферија Западна Македонија.
Назив мјеста клисура је словенског поријекла. Село је аромунско, са 217 становника (2021. године). Из села Клисуре су у Београд, у 19. вијеку, доселила браћа Никола и Константин Шонда који су у Србији основали прву фабрику чоколаде у југоисточној Европи. Нацистички окупатори су у селу извршили масакр 5. априла 1944. године. У селу је црква посвећена светом Димитрију, а у близини села је грчка православна света обитељ Рођења пресвете Богородице.
Из Клисуре су поријеклом српске породице Леко и Антула.
Петровићи из Старе Пазове (1937.) су исто родом из Влахоклисуре.

## Познате личности
- Петар Лупа, српски глумац